# She Couldn't
«She Couldn’t» —en español: «Ella no pudo»— es una canción de la banda Linkin Park. Es el primer sencillo de la reedición del 20.º aniversario de su álbum debut, Hybrid Theory.

## Antecedentes
La banda grabó el tema originalmente en 1999 como parte del material de su álbum de estudio debut, Hybrid Theory. Una versión no oficial ni autorizada de la canción había circulado por Internet desde 2009, desde que un fanático adquirió un CD de demos en eBay y la filtró a la red. Días luego de la insinuación de que lanzarían material nuevo, Linkin Park publicó el tema de manera oficial el 13 de agosto de 2020, como parte de la promoción de la reedición conmemorativa del vigésimo aniversario de Hybrid Theory. El lanzamiento se produjo a través de un sitio web, creado por la banda, cuya apariencia simulaba un computador de escritorio del año 2000. La canción es una de doce pistas inéditas que se incluirán en la reedición.

## Estructura y contenido lírico
El tema se ha descrito como semejante al material que terminó incluido en la versión final original del álbum Hybrid Theory, aunque tiene un sonido más delicado y es más extenso que otros temas —dura más de cinco minutos—. «She Couldn’t» viene siendo más una balada rock que carece de guitarras pesadas y se centra en cambio en compases, loops y la voz de Bennington. Rolling Stone describió el sonido del tema como portador de un «ritmo suave, con un sencillo loop de guitarra que roza una percusión sintetizada de trip hop y una textura de vinilo con scratch». Chester Bennington, el fallecido frontman, canta las estrofas, y Mike Shinoda, el otro vocalista de la banda, canta el estribillo. Este, además, incluye un sample vocálico de Yasiin Bey/Mos Def, proveniente de la canción de High and Mighty «B-Boy Document 99». Shinoda observó que el sonido apacible de la canción presagió el cambio en dirección musical que la banda haría en etapas posteriores de su carrera, al exponer que la banda siempre exploró este enfoque musical.

## Recepción

### Crítica
Kerrang elogió «She Couldn’t» por sonar como si perteneciera a Hybrid Theory: «Pese a su suavidad y su falta de guitarras pesadas […], pese a su duración y poco dinamismo […], uno podría ponerla en cualquier parte de la segunda mitad del álbum y no desentonaría. Tal vez sea la que pudo haber sido y no fue, pero no suena a algo que no pudiese funcionar [para el álbum]».

## Créditos y personal
- Chester Bennington, voz
- Mike Shinoda, rapping y sampler
- Brad Delson, guitarras, bajo
- Joe Hahn, tocadiscos, sampling
- Rob Bourdon, batería
- Kyle Christner, bajo